# Isidoro La Lumia
Isidoro La Lumia (Palermo, 1º novembre 1823 – Palermo, 29 agosto 1879) è stato uno storico e politico italiano. Patriota, ricoprì la carica di segretario del Comitato generale durante la rivoluzione indipendentista siciliana (1848), dal quale ricevette l'incarico di scrivere una “Memoria sui diritti politici della Sicilia”. Nel 1864 divenne direttore dell'Archivio di Stato di Palermo

## Biografia

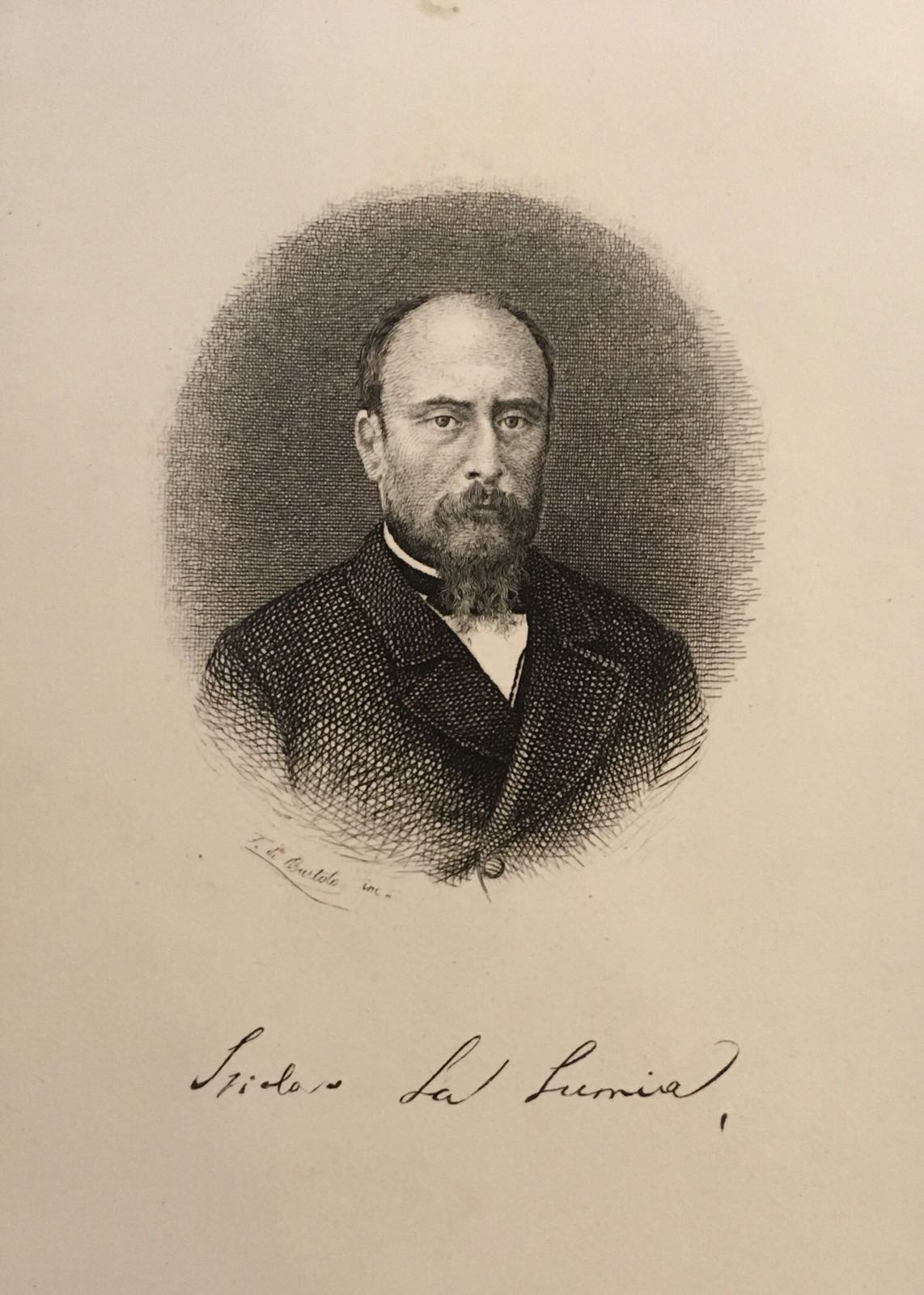
Incisione di F. Di Bartolo in Isidoro La Lumia "Storie Siciliane" vol. I, palermo 1881

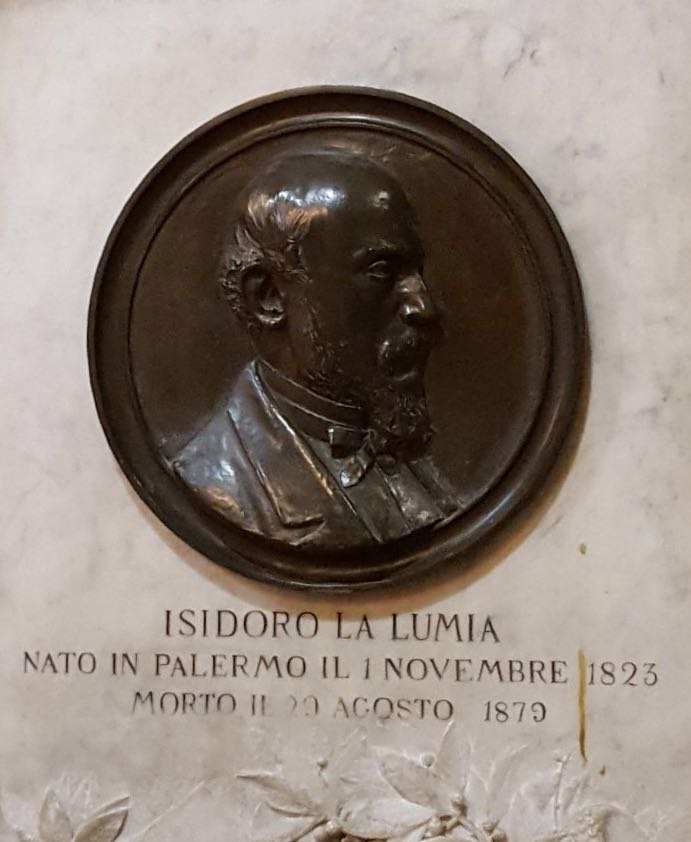
Altorilievo a stucco d B. Civiletti, Chiesa di S. Domenico, Palermo.

Orfano sin da bambino del padre, Isidoro La Lumia, viene cresciuto dalla madre Giuseppa Fazio. Inizia gli studi nel Collegio Calasanzio, diretto da Domenico Scinà il quale lo indirizza e lo incoraggia per primo agli studi letterari e storici. La sua formazione viene guidata successivamente dal poeta Giuseppe Borghi e dal suo insegnante di letteratura italiana Francesco Paolo Perez. Nel giornaletto letterario La Concordia , fondato insieme al suo amico Giacinto Carini il 5 marzo 1840, all'età di quindici anni, pubblica il suo primo scritto, una commemorazione su un suo parente di nome Giacinto Castorina. A questa seguirono, tra gli altri, importanti contributi su Giacomo Leopardi e Ugo Foscolo. Il giornale, a causa delle numerose censure dovute alle frequenti allusioni politiche, non ebbe lunga vita: chiuse infatti due anni dopo. Nel frattempo segue gli studi di legge laureandosi nel 1845. Isidoro La Lumia, partecipa ai moti rivoluzionari siciliani del 1848 e appoggia attivamente il governo rivoluzionario occupandosi inizialmente della Segreteria del Comitato Generale, al cui vertice vi era Ruggero Settimo. Successivamente collabora col Ministero degli Affari esteri del Governo provvisorio e prende parte alla redazione del Giornale Officiale di Sicilia, pubblicato dal 1º maggio 1848 al 24 aprile 1849. 
Al ritorno del governo dei Borboni, La Lumia si ritira dalla vita pubblica dedicandosi all'attività forense e alle opere letterarie, rinunciando anche alla proposta della direzione del Giornale Officiale di Sicilia. Tra le attività culturali di questo periodo si evidenziano gli articoli pubblicati nei giornali rivoluzionari L'indipendenza e la Lega nella Gazzetta per gli ultimi giorni del carnevale e nella Luce. A partire dal 1860, all'arrivo di Garibaldi, aderisce, con il fratello Francesco, al Comitato insurrezionale e assume la direzione del Giornale Officiale di Sicilia. Ma soprattutto si dedica all'incarico di segretario del Consiglio straordinario di Stato, istituito il 19 ottobre 1860, per studiare la forma e le condizioni dell'annessione della Sicilia allo Stato italiano. Nel 1863 prende parte alla Commissione di Antichità e Belle Arti per la Sicilia, ruolo che mantiene per tutta la vita, inoltre, grazie all'esperienza fatta presso archivi nobiliari privati, dal 1864 viene incaricato di ricoprire la carica di direttore dell'Archivio di Stato di Palermo e alla Soprintendenza degli Archivi siciliani. Fu inoltre uno dei fondatori della Società Siciliana di Storia Patria. A partire dall'Unità d'Italia lavora prevalentemente al Comune di Palermo ricoprendo diversi ruoli: consigliere, assessore e componente di numerose commissioni municipali. Dell'attività prestata volontariamente e gratuitamente al Comune di Palermo è da ricordare l'attività di epigrafista. Muore il 29 agosto 1879 a Palermo. 
Nella Chiesa di S. Domenico a Palermo è situato un altorilievo a stucco, opera di Benedetto Civiletti del 1883, nel quale è riportato anche un elogio funebre.

## Opere
- I Luna e i Perollo: saggio storico, Palermo 1844.
- Matteo Palizzi: frammento di studi storici sul secolo XIV in Sicilia, Giliberti, Palermo 1859
- La Restaurazione borbonica e la rivoluzione del 1860 in Sicilia dal 4 aprile al 18 giugno: ragguagli istorici, Palermo 1860
- La Sicilia sotto Carlo V imperatore: narrazione istorica, Palermo 1862
- Giuseppe D'Alesi, o La rivoluzione di Palermo del 1647: storia e documenti, Palermo 1863
- Ottavio d'Aragona e il duca d'Ossuna: 1565-1623, da: "Archivio storico italiano", n.s., XVII (1863), 63 p.
- I diplomi greci ed arabi di Sicilia, pubblicati nel loro testo originale, 1867
- Gli ebrei siciliani, da "Nuova antologia", marzo 1867
- I quattro vicari: studi di storia siciliana del XIV secolo, Firenze 1867
- Storia della Sicilia sotto Guglielmo il Buono. Le Monnier, Firenze 1867.disponibile per il download su Internet Archive
- Domenico Caracciolo o un riformatore del secolo XVIII, da "Nuova antologia", anno 1868, vol. 7, fasc. 2,
- Studi di storia siciliana. 2 voll., Palermo, 1870.
- Carlo Cottone, da "Nuova antologia", giugno 1871
- I Romani e le guerre servili in Sicilia, da "Nuova antologia", agosto 1872 (2. ed. riv. e corretta: Torino Loescher, 1874)disponibile per il download su Internet Archive
- La Sicilia sotto Vittorio Amedeo di Savoia: narrazione storica, "Archivio storico italiano", serie terza, tomo 19., 20., 21 ., 1874 (2. ed. riveduta e accresciuta : Livorno 1877)
- Estratti di un processo per lite feudale del secolo XV concernenti gli ultimi anni del Regno di Federico III e la minorità della Regina Maria Palermo 1878
- Teofilo Folengo in Sicilia, da "Nuova antologia", VIII (1878), pp. 602-619
- Storie siciliane. 4 voll., Palermo 1881-83.